# Runaway (píseň, Linkin Park)
„Runaway“ je píseň od americké rockové skupiny Linkin Park. Jedná se o šestou skladbu z jejich debutového alba Hybrid Theory. Napsala ji skupina a bývalý zpěvák Mark Wakefield. Je to jedna ze tří písní na albu, které napsal původní zpěvák skupiny Mark Wakefield.

## Remix
Píseň byla zremixována pro jejich první remixové album Reanimation s názvem „Rnw@y“

## Demo
Demo písně z roku 1998, nazvané jako „Stick and Move“ (původně nazvané „Stick N Move“), se objevilo na čtyřstopé samplerové kazetě Xero v roce 1996. Skladba později vyšla na deváté rozšířené desce Linkin Park Underground Underground 9.0.